# Berntbygget
Berntbygget este o arie protejată (arie specială de conservare — SAC, sit de importanță comunitară — SCI) din Suedia întinsă pe o suprafață de 5,6 ha, integral pe uscat.

## Localizare
Centrul sitului Berntbygget este situat la coordonatele 63°50′43″N 14°24′36″E / 63.8454°N 14.41°E.

## Înființare
Situl Berntbygget a fost declarat sit de importanță comunitară în aprilie 2004 pentru a proteja 1 specie de plante. Situl a fost protejat și ca arie specială de conservare în martie 2011.

## Biodiversitate
Situată în ecoregiunea alpină, aria protejată conține 1 habitat natural: Mlaștini alcaline.
La baza desemnării sitului se află o specie protejată de  plante: papucul doamnei (Cypripedium calceolus).